# بخش فرانکلین (شهرستان دارک، اوهایو)
بخش فرانکلین (به انگلیسی: Franklin Township) یک منطقهٔ مسکونی در ایالات متحده آمریکا است که در شهرستان دارک، اوهایو واقع شده‌است.
 بخش فرانکلین ۶۵٫۳ کیلومتر مربع مساحت و ۱٬۲۴۱ نفر جمعیت دارد و ۳۰۳ متر بالاتر از سطح دریا واقع شده‌است.